# Sandträsk en Gransjö
Sandträsk en Gransjö zijn twee dorpen binnen de Zweedse gemeente Boden, die langs de Ertsspoorlijn liggen. De dorpen liggen ongeveer 8 kilometer uit elkaar, maar worden vaak samen genoemd. Dat komt mede omdat er in de omgeving geen andere dorpen van betekenis zijn. Sandträsk heeft nog enige omvang, andere dorpjes hebben 1 tot 5 huizen.
Sandträsk wordt in 1792 gesticht door Jöns Jönsson. Begin 20e eeuw krijgt het enige bekendheid door de vestiging van een sanatorium.
Bestuurscentrum: Boden (tätort)
Tätort: Bodträskfors · Gunnarsbyn · Harads · Sävast · Unbyn · Vittjärv
Småort: Åbergstorp · Brännberg · Bredåker · Buddbyn · Degerbäcken · Lakaträsk · Österåker · Överstbyn · Skogså · Sörbyn · Svartbjörnsbyn · Svartlå
Overig: Abramsån · Åkerholmen · Aldernäs · Alträsk · Åskogen · Brobyn · Flarken · Forsnäs · Forsträskhed · Gemträsk · Gransjö · Heden · Hundsjö · Inbyn · Lassbyn · Lombäcken · Mjedsjön · Mockträsk · Nedre Flåsjön · Norra Svartbyn · Norriån · Notträsk · Övre Flåsjön · Råbäcken · Rågraven · Rasmyran · Rödingsträsk · Rörån · Sandträsk · Skogså · Storsand · Svartbäcken · Södra Harads · Valvträsk · Vändträsk · Vibbyn
Wijk Boden: Södra Svartbyn en Trångfors